# Anthophora mellina
Anthophora mellina är en biart som beskrevs av Hermann Priesner 1957. Den ingår i släktet pälsbin och familjen långtungebin. Inga underarter finns listade i Catalogue of Life.

## Beskrivning
Arten har svart grundfärg. Ansiktet har mindre, gula markeringar samt blekgul hårväxt. Hos hanen är mellankroppen och första tergiten (ovansidans bakkroppssegment) klätt med rödbrun päls; resten av bakkroppen är nästan naken, med undantag av smala, rödbruna hårband i slutet av varje tergit. Honan har blekt gulgrå päls på mellankroppen och hela bakkroppen, i mitten av femte tergitens bakkant är dock håren rödbruna. Arten blir 8 till 9,5 mm lång,

## Ekologi och utbredning
Som alla i släktet är Anthophora mellina ett solitärt bi och en skicklig flygare som föredrar torrare klimat. 

## Utbredning
Arten är allmän i Egypten.